# 中坑溪瀑布群
中坑溪瀑布群位於新北市三峽區，大豹溪支流中坑溪流域，瀑布群包含五座瀑布，以合稱「雲森瀑布」的雲心瀑布和森山瀑布最為知名，又常與姊妹瀑布合稱為雲森三瀑，為新北市熱門的健行地點。

## 瀑布列表
- 姊妹瀑布：瀑布群中最下游的瀑布，瀑高約10公尺，水量大時呈兩道水瀑而下，故名。瀑布上方為「心靈谷」，為一處寬約6公尺,長約20公尺的河道。通往瀑布的步道位於停車場後方，前行至廢棄磚屋岔路口取左續行，至心形草叢岔路口取右續行，再經一段拉繩下切溪谷的步道即可至瀑布上方的心靈谷。
- 雲心瀑布：瀑布群中規模最大的瀑布，落差約20公尺，分上下兩層跌宕的水瀑如簾幕一般，下方溪谷腹地大且平緩，視野良好，適合在此駐足觀瀑、攝影。前往瀑布的步道入口位於停車場上方，雖為一般山徑，但路標明顯且路況良好，步道海拔約介於450公尺至550公尺之間，單程約1.7公里，耗時約40分鐘。2011年陳綺貞拍攝爽健美茶廣告曾在此地取景[1]。
- 森山瀑布：位於雲心瀑布之上，瀑高約5公尺，需從雲心瀑布左側山徑陡上至瀑頂，再深入行走約3分鐘，瀑布下方無腹地，有一條小徑可通往瀑布上方，和雲心瀑布相比親近度較低[2]。
- 藝音瀑布：位於森山瀑布之上，瀑高約5公尺，較為隱密，常被誤認為是雲森秘境，瀑布沿溪谷蜿蜒而下[2]，發見者認為瀑聲宛如藝術品般優美，故以此命名[2]。
- 雲森秘境：位於藝音瀑布之上，為中坑溪與其支流匯集之處，溪水沿著巨石地形形成一個小水瀑潺潺而下，宛如天然浴池，因此有人將此也列為瀑布群之一[2]。此處有搭建的棚屋作為歇息處，彷彿有人隱居於此有如秘境一般雲森不知處，故名。
- 阿花瀑布：在已命名的瀑布群中最上游的位置，較為小巧玲瓏[2]，通常為攀登樂佩山、卡保山順道一訪的景點。

## 周邊景點
位於通往雲心瀑布前的木棧橋下支流上游約300公尺處，由翠綠的山谷與河床巨石構築成如夢境般的秘境稱之為「耘夢谷」，通往耘夢谷的路徑(逐鹿山水路)狹小且陡上難行，故鮮少有人到訪，此處空曠處搭有兩張桌椅及石爐，景色幽靜。

## 交通資訊
- 自行開車：由 台7乙線至湊合橋轉北114線依路標往滿月圓森林遊樂區方向至「蜂樺蜂蜜專賣店」旁岔路左轉，過樂谷橋後行駛約250公尺岔路右轉農北峽017線中坑產業道路，約1.4公里可至停車場。
- 大眾運輸：在三峽搭乘臺北客運807路公車，於「熊空」站下車，延農北峽017線中坑產業道路步行，大約20～30分鐘可抵達步道入口。

## 解
1. ↑  由於前往森山瀑布的山徑坡陡且路況較差，景觀也不及雲心瀑布，一般遊客大都止步於雲心瀑布，久而久之雲心瀑布就成為了一般民眾口中的雲森瀑布。